# Star Trek: Lower Decks
Star Trek: Lower Decks (en Hispanoamérica, Viaje a las Estrellas: Rangos Inferiores, en sus tres primeras temporadas) es una serie de televisión por internet de animación para adultos y ciencia ficción estadounidense creada por Mike McMahan para el servicio de streaming CBS All Access (posteriormente renombrado como Paramount+). Es parte de la expansión de la franquicia de Star Trek encabezada por el productor ejecutivo Alex Kurtzman con Star Trek: Discovery. Es la primera serie animada creada para All Access, y la primera serie animada de Star Trek desde la serie de 1973–74 Star Trek: The Animated Series. Lower Decks sigue al equipo de apoyo del USS Cerritos en el año 2380. McMahan sirve como showrunner de la serie.
Tawny Newsome, Jack Quaid, Noël Wells y Eugene Cordero son las voces de los miembros de la tripulación de las cubiertas más bajas de la nave USS Cerritos, mientras que Dawnn Lewis, Jerry O'Connell, Fred Tatasciore, y Gillian Vigman interpretan a los oficiales superiores de la nave.
La expansión de la franquicia de Kurtzman comenzó en junio de 2018. McMahan fue contratado por el equipo de Lower Decks en octubre de ese mismo año, cuando se encargaron dos temporadas para la serie. El trabajo de animación comenzó en febrero de 2019 y a partir de marzo de 2020 se empezó a realizar de forma remota debido a la pandemia de la COVID-19.La serie es producida por CBS Eye Animation Productions en asociación con Secret Hideout, Important Science, Roddenberry Entertainment y el estudio de animación Titmouse. 
El 13 de julio de 2020 se presentó el primer tráiler y se anunció su estreno en CBS All Access el 6 de agosto del mismo año. Star Trek: Lower Decks se estrenó en CBS All Access el 6 de agosto de 2020 y su primera temporada de 10 episodios duró hasta octubre de 2020. Se lanzó una segunda temporada en Paramount+ de agosto a octubre de 2021 y una tercera temporada se estrenó en agosto de 2022. En enero del 2022, la serie fue renovada para una cuarta temporada, que se estrenó el 7 de septiembre de 2023. Una quinta y última temporada se estrenó el 24 de octubre finalizando el 19 de diciembre de 2024. La serie ha recibido críticas positivas y varios elogios, incluida una nominación al premio Primetime Creative Arts Emmy.

## Argumento
Star Trek: Lower Decks se centra en "la tripulación de apoyo que presta servicio en uno de las naves menos importantes de la Flota Estelar, el U.S.S. Cerritos" en el año 2380. Mariner, Boimler, Rutherford y Tendi deberán continuar con sus obligaciones y sus vidas sociales normalmente, mientras la nave será sacudida por multitud de anomalías de ciencia ficción.

## Reparto y personajes
- Tawny Newsome en el papel de Beckett Mariner. Es una alférez del USS Cerritos.[7] Newsome describió al personaje como irreverente y alguien que no sigue las reglas, aunque realmente es "muy buena en todas las cosas de la Flota Estelar, simplemente no le importa nada" y ha sido degradada varias veces.[8]El personaje lleva el nombre de la hermana del autoproductor Mike McMahan, Beckett Mariner McMahan.[9]
- Jack Quaid en el papel de Brad Boimler. Es un alférez del USS Cerritos. Es estricto con las reglas y necesitará aprender a improvisar si algún día quiere ser capitán.[10] Quaid describió al personaje diciendo que "clavaría la parte escrita del examen de conducción con gran éxito, pero una vez que estuviera al volante, sería un desastre total".[2]
- Noël Wells en el papel de D'Vana Tend. Es una alférez de Orión en la bahía médica a bordo del Cerritos, y es una gran admiradora de la Flota Estelar,[10] por lo que está encantada de estar en una nave estelar. Es nueva en los Cerritos al comienzo de la serie y ayuda a presentarle a la audiencia el escenario y los personajes. McMahan dijo que actuaría como Tendi si alguna vez trabajara en una nave espacial.[8]

- Eugene Cordero en el papel de Sam Rutherford, Es un alférez humano a bordo del Cerritos, que se está adaptando a un nuevo implante cyborg. McMahan comparó a Rutherford con el personaje de Star Trek: The Next Generation, Geordi La Forge, diciendo que ambos son "increíbles en materia de ingeniería", pero Rutherford no siempre resuelve el problema como Geordi porque todavía está aprendiendo.[8]
- Dawnn Lewis en el papel de Carol Freeman. Es la capitana humana del Cerritos y madre de Mariner.  McMahan la describió como una capitana capaz de la Flota Estelar cuya nave espacial no es muy importante.[11] Freeman inicialmente no quiere que Mariner esté en el Cerritos y está buscando una razón para transferirla a otro barco,  pero en el transcurso de la serie la pareja se acerca más, a medida que descubren cosas que tienen en común.
- Jerry O'Connell en el papel de Jack Ransom. Es el primer oficial humano del Cerritos a quien McMahan comparó con William Riker de Next Generation, si fuera rápido y tuviera menos vergüenza.[8]
- Fred Tatasciore en el papel de Shaxs. Es un oficial táctico bajorano a bordo del Cerritos. Shaxs muere sacrificándose por Rutherford al final de la primera temporada, pero vuelve a la vida en la segunda temporada en una historia que juega con las numerosas ocasiones y formas en que los personajes han resucitado en anteriores series de la franquicia.[12]
- Gillian Vigman en el papel de T'Ana. Es una doctora caitiana y jefa médica a bordo del Cerritos. McMahan la describió como una "buena doctora, pero es una gata desagradable". Incluir un caitian en la serie es una referencia a Star Trek: The Animated Series, que también presenta a un miembro de esa especie, M'Ress.[11]

## Episodios
| Temporada | Temporada | Episodios | Episodios | Lanzamiento original    | Lanzamiento original    | Lanzamiento original |
| Temporada | Temporada | Episodios | Episodios | Primera emisión         | Última emisión          | Cadena               |
| --------- | --------- | --------- | --------- | ----------------------- | ----------------------- | -------------------- |
|           | 1         | 10        | 10        | 6 de agosto de 2020     | 8 de octubre de 2020    | CBS All Access       |
|           | 2         | 10        | 10        | 12 de agosto de 2021    | 14 de octubre de 2021   | Paramount+           |
|           | 3         | 10        | 10        | 25 de agosto de 2022    | 27 de octubre de 2022   | Paramount+           |
|           | 4         | 10        | 10        | 7 de septiembre de 2023 | 2 de noviembre de 2023  | Paramount+           |
|           | 5         | 10        | 10        | 24 de octubre de 2024   | 19 de diciembre de 2024 | Paramount+           |

### Primera temporada (2020)
| N.º en serie | N.º en temp. | Título                   | Dirigido por   | Escrito por                   | Fecha de lanzamiento original |
| ------------ | ------------ | ------------------------ | -------------- | ----------------------------- | ----------------------------- |
| 1            | 1            | «Second Contact»         | Barry J. Kelly | Mike McMahan                  | 6 de agosto de 2020           |
| 2            | 2            | «Envoys»                 | Kim Arndt      | Chris Kula                    | 13 de agosto de 2020          |
| 3            | 3            | «Temporal Edict»         | Bob Suarez     | Dave Ihlenfeld y David Wright | 20 de agosto de 2020          |
| 4            | 4            | «Moist Vessel»           | Barry J. Kelly | Ann Kim                       | 27 de agosto de 2020          |
| 5            | 5            | «Cupid's Errant Arrow»   | Kim Arndt      | Ben Joseph                    | 3 de septiembre de 2020       |
| 6            | 6            | «Terminal Provocations»  | Bob Suarez     | John Cochran                  | 10 de septiembre de 2020      |
| 7            | 7            | «Much Ado About Boimler» | Barry J. Kelly | M. Willis                     | 17 de septiembre de 2020      |
| 8            | 8            | «Veritas»                | Kim Arndt      | Garrick Bernard               | 14 de septiembre de 2020      |
| 9            | 9            | «Crisis Point»           | Bob Suarez     | Ben Rodgers                   | 1 de octubre de 2020          |
| 10           | 10           | «No Small Parts»         | Barry J. Kelly | Mike McMahan                  | 8 de octubre de 2020          |

### Segunda temporada (2021)
| N.º en serie | N.º en temp. | Título                         | Dirigido por | Escrito por                   | Fecha de lanzamiento original |
| ------------ | ------------ | ------------------------------ | ------------ | ----------------------------- | ----------------------------- |
| 11           | 1            | «Strange Energies»             | Jason Zurek  | Mike McMahan                  | 12 de agosto de 2021          |
| 12           | 2            | «Kayshon, His Eyes Open»       | Kim Arndt    | Chris Kula                    | 19 de agosto de 2021          |
| 13           | 3            | «We'll Always Have Tom Paris»  | Bob Suarez   | M. Willis                     | 26 de agosto de 2021          |
| 14           | 4            | «Mugato, Gumato»               | Jason Zurek  | Ben Rodgers                   | 2 de septiembre de 2021       |
| 15           | 5            | «An Embarrassment of Dooplers» | Kim Arndt    | Dave Ihlenfeld y David Wright | 9 de septiembre de 2021       |
| 16           | 6            | «The Spy Humongous»            | Bob Suarez   | John Cochran                  | 16 de septiembre de 2021      |
| 17           | 7            | «Where Pleasant Fountains Lie» | Jason Zurek  | Garrick Bernard               | 23 de septiembre de 2021      |
| 18           | 8            | «I, Excretus»                  | Kim Arndt    | Ann Kim                       | 30 de septiembre de 2021      |
| 19           | 9            | «wej Duj»                      | Bob Suarez   | Kathryn Lyn                   | 7 de octubre de 2021          |
| 20           | 10           | «First First Contact»          | Jason Zurek  | Mike McMahan                  | 14 de octubre de 2021         |

### Tercera temporada (2022)
| N.º en serie | N.º en temp. | Título                                | Dirigido por        | Escrito por        | Fecha de lanzamiento original |
| ------------ | ------------ | ------------------------------------- | ------------------- | ------------------ | ----------------------------- |
| 21           | 1            | «Grounded»                            | Jason Zurek         | Chris Kula         | 25 de agosto de 2022          |
| 22           | 2            | «The Least Dangerous Game»            | Michael Mullen      | Garrick Bernard    | 1 de septiembre de 2022       |
| 23           | 3            | «Mining the Mind's Mines»             | Fill Marc Sagadraca | Brian D. Bradley   | 8 de septiembre de 2022       |
| 24           | 4            | «Room for Growth»                     | Jason Zurek         | John Cochran       | 15 de septiembre de 2022      |
| 25           | 5            | «Reflections»                         | Michael Mullen      | Mike McMahan       | 22 de septiembre de 2022      |
| 26           | 6            | «Hear All, Trust Nothing»             | Fill Marc Sagadraca | Grace Parra Janney | 29 de septiembre de 2022      |
| 27           | 7            | «A Mathematically Perfect Redemption» | Jason Zurek         | Ann Kim            | 6 de octubre de 2022          |
| 28           | 8            | «Crisis Point 2: Paradoxus»           | Michael Mullen      | Ben Rodgers        | 13 de octubre de 2022         |
| 29           | 9            | «Trusted Sources»                     | Fill Marc Sagadraca | Ben M. Waller      | 20 de octubre de 2022         |
| 30           | 10           | «The Stars at Night»                  | Jason Zurek         | Mike McMahan       | 27 de octubre de 2022         |

### Cuarta temporada (2023)
| N.º en serie | N.º en temp. | Título                                | Dirigido por               | Escrito por        | Fecha de lanzamiento original |
| ------------ | ------------ | ------------------------------------- | -------------------------- | ------------------ | ----------------------------- |
| 31           | 1            | «Twovix»                              | Barry J. Kelly Jason Zurek | Mike McMahan       | 7 de septiembre de 2023       |
| 32           | 2            | «I Have No Bones Yet I Must Flee»     | Megan Lloyd                | Aaron Burdette     | 7 de septiembre de 2023       |
| 33           | 3            | «In the Cradle of Vexilon»            | Brandon Williams           | Ben Waller         | 14 de septiembre de 2023      |
| 34           | 4            | «Something Borrowed, Something Green» | Bob Suarez                 | Grace Parra Janney | 21 de septiembre de 2023      |
| 35           | 5            | «Empathological Fallacies»            | Megan Lloyd                | Jamie Loftus       | 28 de septiembre de 2023      |
| 36           | 6            | «Parth Ferengi's Heart Place»         | Brandon Williams           | Cullen Crawford    | 5 de octubre de 2023          |
| 37           | 7            | «A Few Badgeys More»                  | Bob Suarez                 | Edgar Momplaisir   | 12 de octubre de 2023         |
| 38           | 8            | «Caves»                               | Megan Lloyd                | Ben Rodgers        | 19 de octubre de 2023         |
| 39           | 9            | «The Inner Fight»                     | Brandon Williams           | Mike McMahan       | 26 de octubre de 2023         |
| 40           | 10           | «Old Friends, New Planets»            | Bob Suarez                 | May Darmon         | 2 de noviembre de 2023        |

### Quinta temporada (2024)
| N.º en serie | N.º en temp. | Título                         | Dirigido por     | Escrito por             | Fecha de lanzamiento original |
| ------------ | ------------ | ------------------------------ | ---------------- | ----------------------- | ----------------------------- |
| 41           | 1            | «Dos Cerritos»                 | Megan Lloyd      | Aaron Burdette          | 24 de octubre de 2024         |
| 42           | 2            | «Shades of Green»              | Bob Suarez       | Keith Foglesong         | 24 de octubre de 2024         |
| 43           | 3            | «The Best Exotic Nanite Hotel» | Brandon Williams | Stephanie Amante-Ritter | 31 de octubre de 2024         |
| 44           | 4            | «A Farewell To Farms»          | Megan Lloyd      | Diana Tay               | 7 de noviembre de 2024        |
| 45           | 5            | «Starbase 80?!»                | Bob Suarez       | May Darmon              | 14 de noviembre de 2024       |
| 46           | 6            | «Of Gods and Angles»           | Brandon Williams | Aaron Burdette          | 21 de noviembre de 2024       |
| 47           | 7            | «Fully Dilated»                | Megan Lloyd      | Andrew Mueth            | 28 de noviembre de 2024       |
| 48           | 8            | «Upper Decks»                  | Bob Suarez       | Cullen Crawford         | 5 de diciembre de 2024        |
| 49           | 9            | «Fissure Quest»                | Brandon Williams | Lauren McGuire          | 12 de diciembre de 2024       |
| 50           | 10           | «The New Next Generation»      | Megan Lloyd      | Mike McMahan            | 19 de diciembre de 2024       |

## Producción

### Desarrollo
En junio de 2018, después de convertirse en el único autoproductor de la serie Star Trek: Discovery, Alex Kurtzman firmó un acuerdo general de cinco años con CBS Television Studios para expandir la franquicia Star Trek más allá de Discovery a varias series, miniseries y series animadas nuevas. Aaron Baiers, de la productora Secret Hideout de Kurtzman, llevó a Mike McMahan, el escritor principal de la popular comedia animada Rick and Morty, a una reunión general sobre la animación en Star Trek. Baiers y McMahan habían sido asistentes de televisión juntos cuando McMahan dirigía la cuenta de fans de Twitter @TNG_S8, sugiriendo historias para una teórica octava temporada de Star Trek: The Next Generation. A McMahan le preguntaron cuál sería la serie de Star Trek de sus sueños, y propuso una serie que siguiera a "las personas que pusieron el cartucho amarillo en el replicador de alimentos para que un plátano pudiera salir por el otro extremo".
Después de que McMahan se ganase a los ejecutivos con su propuesta inicial, Secret Hideout siguió adelante con la serie. Se comercializó en diferentes plataformas y redes antes de ser adquirido por CBS All Access, el servicio de transmisión que lanzaba Discovery, que ordenó oficialmente dos temporadas el 25 de octubre de 2018. Titulado Star Trek: Lower Decks, fue la primera serie animada original del servicio y la primera serie animada de Star Trek desde la serie de 1973-74 Star Trek: The Animated Series. En enero de 2019, Kurtzman dijo que la serie no sería "Rick y Morty en el mundo de Star Trek" y que tendría su propio tono, pero que "se inclinaría un poco más hacia los adultos". En julio, McMahan dijo que la primera temporada constaba de 10 episodios y se lanzaría en 2020.
A finales de marzo de 2020, el trabajo en la serie se realizaba de forma remota debido a que la pandemia de COVID-19 obligaba al personal a trabajar desde casa. En mayo, McMahan dijo que la animación era "excepcionalmente adecuada para este momento", ya que los animadores de la serie podían continuar trabajando en la serie desde casa. En julio, All Access programó el estreno de la serie en agosto de 2020.  El servicio de transmisión pasó a llamarse Paramount+ en 2021. Se ordenó una tercera temporada en abril antes del estreno de la segunda temporada en agosto. Se confirmó el lanzamiento de la tercera temporada a finales de 2022 cuando se ordenó una cuarta temporada en enero de 2022,  y se confirmó el lanzamiento de la cuarta temporada a mediados de 2023 cuando se ordenó una quinta temporada en marzo de 2023.  Ese octubre, McMahan dijo que quería seguir haciendo la serie, pero no se garantizaban más temporadas más allá de la quinta, particularmente después de que Paramount+ cancelara la serie animada Star Trek: Prodigy y confirmara las temporadas finales de Discovery y Star Trek: Picard. Estaba abierto a continuar la serie en otros medios, incluidas películas, cómics, libros y videojuegos. En abril de 2024, Paramount confirmó que la quinta temporada sería la última de la serie. McMahan y Kurtzman expresaron su esperanza de que las historias de los personajes continúen más allá del final de la serie.

### Escritura
La serie comienza en 2380, un año después de los acontecimientos de la película Star Trek: Nemesis (2002), y se centra en la tripulación de apoyo de una nave estelar en lugar de en la tripulación del puente principal como lo hacían las series anteriores de Star Trek. McMahan ambientó la serie poco después de Nemesis, que fue la última película de Star Trek en la era de The Next Generation, debido a su amor por esa serie.  La serie lleva el nombre del episodio de Next Generation "Lower Decks", que también se centra en las vidas del personal de naves espaciales de menor rango y que McMahan dijo que era su episodio favorito de cualquier serie de Star Trek; El episodio fue lo primero que McMahan mostró a la sala de escritores de Lower Decks cuando comenzaron a trabajar en la serie. McMahan se inspiró en las historias sociales secundarias de los episodios de The Next Generation, y Kurtzman explicó que la "historia A" de un episodio típico de Star Trek tendría lugar en el fondo de cada episodio de Lower Decks así que "está sucediendo una mierda enorme, loca, loca en el fondo y eso es súper periférico a la historia en la que realmente te estás enfocando". Kurtzman sintió que esto hacía de la serie una adición única a la franquicia. A partir de finales de 2019, la astrofísica Erin Macdonald se unió a la franquicia Star Trek como asesora científica. Macdonald dijo que cada serie estaba en un "espectro de ciencia a ficción" y los escritores de Lower Decks abordaron la ciencia desde la perspectiva de poder "salir con la suya con mucho más" que la serie de acción real, por lo que su papel era principalmente para arreglar el diálogo para garantizar que se utilizaran los términos correctos en lugar de esforzarse por lograr una precisión científica completa.
El escenario principal de la serie es la nave estelar USS Cerritos, una nave "clase California". Esta clase de nave, creada para Lower Decks, es una clase de naves espaciales de apoyo que funcionan con naves espaciales más grandes que las vistas anteriormente en la franquicia,  pero que no son "lo suficientemente importantes" como para haber aparecido en la pantalla antes. McMahan describió la misión del Cerritos como "Segundo Contacto": después de que la Flota Estelar tuviese el primer contacto con una nueva civilización alienígena y la invitase a unirse a la Federación, la tripulación de naves de apoyo como los Cerritos llega para encontrar "todos los buenos lugares para comer" [y configurar] las comunicaciones".  McMahan quería que los barcos de clase California llevaran el nombre de ciudades californianas y eligió la ciudad de Cerritos porque, de lo contrario, solo la conocía por los anuncios de los concesionarios de automóviles locales de Cerritos Auto Square. Quería darle a la ciudad "algo más además de ser la sede de Auto Square".

### Casting y grabación de voz
Kurtzman declaró en junio de 2019 que la serie se centraría principalmente en nuevos personajes, pero existía la posibilidad de que aparecieran personajes de series anteriores de Star Trek en algún momento. El mes siguiente, McMahan anunció el elenco principal y los personajes, incluidos los alféreces que sirven en las "cubiertas inferiores" del Cerritos: Tawny Newsome como Beckett Mariner, Jack Quaid como Brad Boimler, Noël Wells como D'Vana Tendi y Eugene Cordero como Sam Rutherford (y la tripulación del puente del barco que cree que "el espectáculo trata sobre ellos, pero no lo es"): Dawnn Lewis como la capitana Carol Freeman, Jerry O'Connell como el primer oficial, el comandante Jack Ransom, Fred Tatasciore como el jefe de seguridad, el teniente Shaxs. y Gillian Vigman como directora médica, la Dra. T'Ana.  Las voces en off de cada episodio se graban antes de realizar cualquier trabajo de animación, y las grabaciones se editan juntas en lo que McMahan describió como una "versión radiofónica antigua del episodio". Inicialmente, actores como Newsome y Quaid se grabaron juntos, pero esto se detuvo durante la producción de la primera temporada debido a la pandemia de COVID-19.  Esto se convirtió en uno de los mayores desafíos para la serie durante la pandemia, con la necesidad de utilizar equipos de grabación remota en la casa de cada actor. Newsome utilizó un estudio de grabación que ya tenía en su casa.

## Lanzamiento

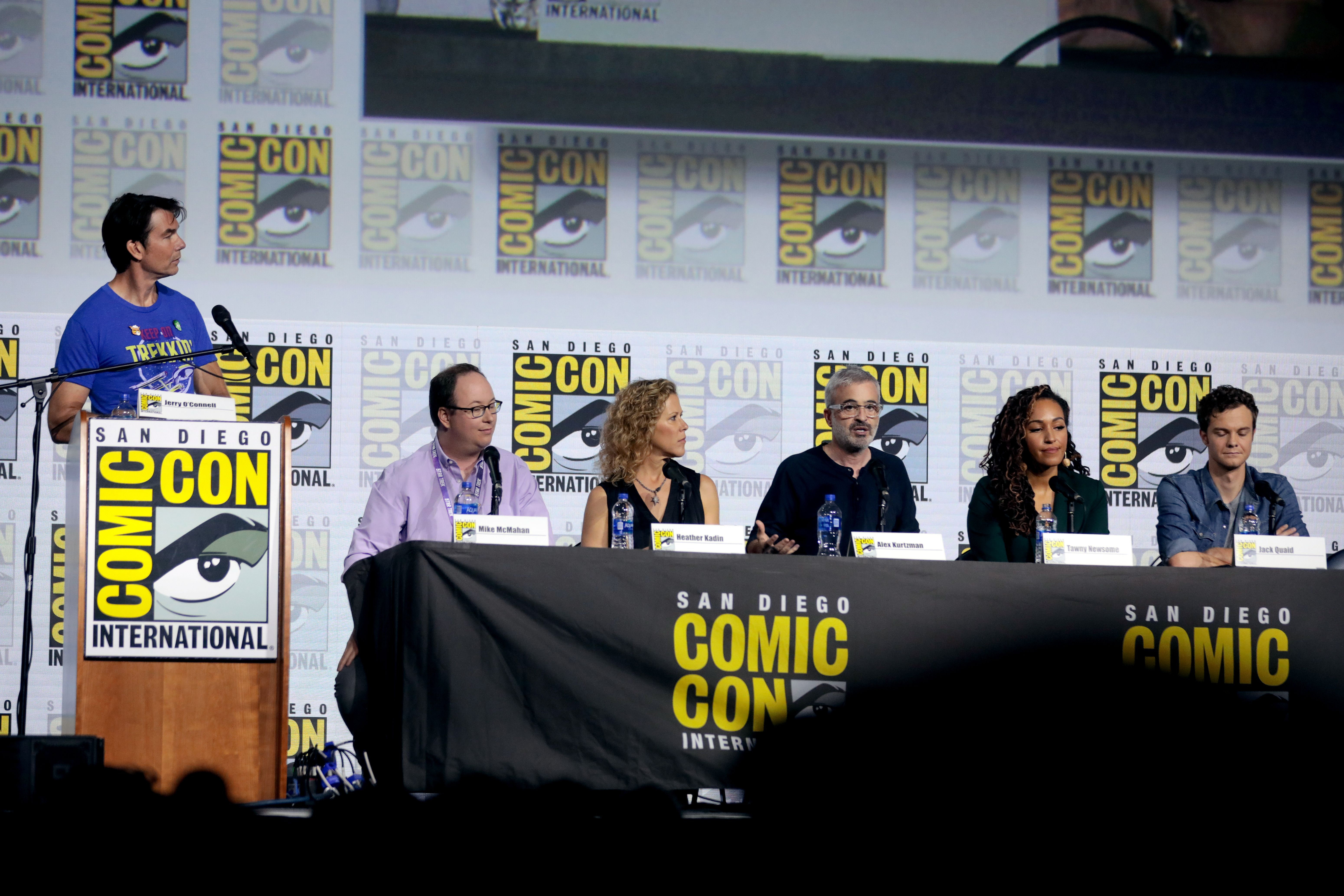
La plantilla de la serie durante la Comic-con de 2019

### Streaming
La primera temporada de 10 episodios de  Star Trek: Lower Decks  se estrenó el 6 de agosto de 2020, en CBS All Access en Estados Unidos. Al igual que las series anteriores de Star Trek en All Access, cada episodio de Lower Decks será transmitido en Canadá por Bell Media el mismo día que su lanzamiento de All Access, en los canales especializados CTV Sci -Fi Channel (inglés) y  Z (francés) antes de transmitir en continuo a través de Crave.En septiembre de 2020, ViacomCBS anunció que CBS All Access se ampliaría y se renombraría como Paramount+ en marzo de 2021. Después de que CBS All Access pasase a llamarse Paramount+, la primera temporada permaneció en el servicio y se confirmó el lanzamiento de temporadas futuras allí.
La distribución internacional no estuvo asegurada para el estreno de la serie después de que las negociaciones se vieran afectadas por la pandemia de COVID-19. En diciembre de 2020, se reveló que Amazon Prime Video tenía los derechos de transmisión en varios territorios, incluidos Europa, Australia, Nueva Zelanda, Japón e India, y la primera temporada se lanzó en el servicio el 22 de enero de 2021. La serie es distribuido en todo el mundo por Paramount Global Distribution Group. En febrero de 2023, Paramount llegó a un nuevo acuerdo con Prime Video para los derechos de transmisión internacional de la serie. Esto permitió que todas las temporadas existentes se agregaran a Paramount+ en algunos otros países, además de permanecer en Prime Video. En julio de 2023, Bell Media anunció que la serie dejaría Crave durante el mes siguiente, probablemente para poder trasladarse a Paramount+ en Canadá. Lower Decks continuaría transmitiéndose en CTV Sci-Fi y estaría disponible en CTV.ca y la aplicación CTV.

## Recepción
Star Trek: Lower Decks tiene un índice de aprobación del 92% en el sitio web agregador de reseñas Rotten Tomatoes, mientras que Metacritic, que utiliza un promedio ponderado, le ha asignado una puntuación de 64 sobre 100 basándose en reseñas de 24 críticos, lo que indica "en general críticas "favorables".
Para la primera temporada, Rotten Tomatoes reportó un 68% de aprobación con una calificación promedio de 7.20/10 basada en 47 reseñas. El consenso crítico del sitio web dice: "divertido, pero no muy audaz, Lower Decks cambia el guión de la regulación de Star Trek lo suficiente como para destacar en la franquicia, si no en el panorama de la animación en general". Metacritic asignó una puntuación de 59 sobre 100 basándose en reseñas de 17 críticos, lo que indica "críticas mixtas o promedio".
Rotten Tomatoes reportó una aprobación del 100% para la segunda temporada con una calificación promedio de 8.30/10 basada en 12 reseñas. El consenso crítico del sitio web dice: "Lower Decks endereza el barco con una temporada de segundo año más segura de sí misma que logra un equilibrio ideal entre afecto e irreverencia". También informó una aprobación del 100% para la tercera temporada con una calificación promedio de 8.00/10 basada en 6 reseñas.
Para la cuarta temporada, Rotten Tomatoes reportó una aprobación del 100% con una calificación promedio de 8,80/10 basada en 18 reseñas. El consenso crítico del sitio web dice: "Alegre como siempre, aunque se ha convertido en una verdadera serie de Star Trek por derecho propio, la cuarta temporada de Lower Decks limpia la fórmula de la serie hasta darle un brillo impecable". Metacritic asignó una puntuación de 83 sobre 100 basándose en reseñas de 6 críticos, lo que indica "aclamación universal".